# هتل‌های سرنا
هتل‌های سرنا (انگلیسی: Serena Hotels) شرکت مهمان‌نوازی کنیایی است، که در سال ۱۹۷۰ تأسیس شد.